# София Шведская (1547—1611)
София Густавсдоттер Ваза (швед. Sofia Gustavsdotter Vasa; 29 октября 1547, Стокгольм — 17 марта 1611) — шведская принцесса. Четвёртая дочь короля Швеции Густава I и его второй жены Маргариты Лейонхувуд.

## Биография
После смерти своей матери в 1551 году она, как и её братья и сёстры, были переданы под опеку Кристины Юлленъельм, а затем на попечение тёток Бриты и Марты Лейонхуфвуд до того, как король-отец женился на Катарине Стенбок. Во время Северной Семилетней войны датская вдовствующая королева Доротея Саксен-Лауэнбургская предложила заключить мирный договор, скрепив его союзом между её младшим сыном и Софией. Однако предложение было сделано без ведома её сына-короля и не получило его поддержку.
В марте 1566 года София обручилась с герцогом Магнусом II Саксен-Лауэнбургским, который долгое время служил Эрику. Свадьба была двойной: её единокровный брат король Эрик XIV женился Карин Монсдоттер 4 июля 1568 года. Брак между Софией и Магнусом по всей видимости был организован Эриком, потому как он нуждался в поддержке его спорного брака Карин Монсдоттер. Также он возможно боялся, что гости, которых он желал видеть на своей свадьбе не придут, если свадьба Софии не будет проведена параллельно. На переговорах Магнус пообещал защитить Карин Монсдоттер. София не желала вступать в брак: вероятно она отказалась и притормозила подготовку к свадьбе, что помешало её проведению в июне 1567 года, как это было изначально запланировано. Эрик приказал, подготовить свадьбу Софии за неё, так как сама она отказалась этим заниматься; её свадьба должна была пройти одновременно с его второй, публичной, свадебной церемонией. На свадьбе в Стокгольме в июле 1568 года София шла в процессии рядом со своей сестрой Елизаветой после Карин, которая шла первой рядом со вдовствующей королевой Катариной Стенбок. Ни София, ни её сестра Елизавета не присутствовали на последующей коронации Карин. Во время свержения Эрика XIV Магнус вывез Софию, Елизавету и Катарину Стенбок из замка на лодке и доставил их к мятежному Юхану в Уппсале. Юхан официально заявил, что Эрик планировал выдать их в качестве заложников в Русское государство вместо своей собственной супруги.
Брак Софии с Магнусом стал крайне несчастным. Из шестерых детей супругов выжил лишь один мальчик:
- Густав Саксен-Лауэнбургский[англ.] (31 августа 1570 — 11 ноября 1597), губернатор Кальмара, имел незаконного сына Магнуса (1590—1640).

Магнус II был алкоголиком, который, как известно, плохо обращался со своими подчинёнными и своими слугами, а также и со своей супругой. Причиной такого обращения с принцессой по всей видимости была сильная ревность. В 1578 году её брат, король Юхан III, приказал Магнусу покинуть страну. Юхан III подарил ей владения Эколсунд и Ваннгарн.
Принцесса София прожила остаток жизни в уединении в Эколсундском замке. Она была не совсем психически уравновешенной, однако оправилась достаточно, чтобы вести собственное хозяйство. София не умела распоряжаться своим имуществом и управлять двором: её часто заставляли обращаться за экономической помощью, а персонал часто сменялся (за эти годы она меняла главного дворецкого 21 раз, а домработницу 23 раза). В 1597 году ей были предоставлены владения Лагунда и Хабо. Она овдовела, когда её муж, с которым она не жила долгие годы, умер в 1603 году.